# Пешаварский университет
Пешаварский университет (пушту د پېښور پوهنتون‎; хиндко پشور یونیورسٹی‎; урду جامعۂ پشاور‎‎) — общественный университет, расположенный в Пешаваре, Хайбер-Пахтунхва, Пакистан. Университет обеспечивает студентам высшее образование в области искусства, гуманитарных и естественных наук.
Учитывая, что уровень грамотности в Пакистане значительно ниже, чем во многих развивающихся странах (примерно половина всех взрослых жителей Пакистана — неграмотна), роль Пешаварского университета в повышении образования очень высока.
Основан в 1950 году, как филиал колледжа Исламия действующего с в 1913 года. С тех пор считается одним из лучших высших учебных заведений Пакистана. За время деятельности подготовил множество учёных, государственных служащих, политиков. Также университет известен своими исследованиями в области социальных, медицинских и естественных наук в восьми исследовательских центрах.
Кампус, расположенный на площади 4 км², находится примерно в 10 километрах к северо-западу от центра города на магистральной дороге, ведущей к пограничному городу Торхаму.

## Структура
В составе университета — несколько факультетов, 40 кафедр и отделений, в том числе последипломного образования и два центра повышения квалификации.
- Факультет искусств и гуманитарных наук
  - Кафедра археологии
  - Отделение искусства и дизайна
  - Кафедра английского языка и прикладной лингвистики
  - Исторический факультет
  - Философский факультет
  - Департамент туризма и гостиничного менеджмента
- Факультет исламских исследований и восточных языков
  - Отделение арабского языка
  - Департамент Ислама
  - Отделение языка пушту
  - Отделение Персидского языка
  - Отделение исследований Серата
  - Отделение языка урду
  - Академия пушту
- Факультет естественных наук и окружающей среде
  - Центр подготовки к стихийным бедствиям и управления
  - Центр биотехнологии и микробиологии
  - Центр биоразнообразия растений
  - Отделение ботаники
  - Отделение наук об окружающей среде
  - Кафедра географии
  - Кафедра геологии
  - Департамент фармации
  - Департамент городского и регионального планирования
  - Отделение зоологии
  - Институт химических наук
- Факультет управления и информатики
  - Колледж экономики
  - Департамент журналистики и массовых коммуникаций
  - Отделение библиотечно-информационных наук
  - Институт управленческих исследований
  - Торговый колледж
- Физико-математический факультет
  - Кафедра компьютерных наук
  - Отделение электроники
  - Математический факультет
  - Физический факультет
  - Департамент статистики
- Факультет социальных наук
  - Отделение криминологии
  - Факультет экономики
  - Отделение гендерных исследований
  - Департамент международных отношений
  - Кафедра политологии
  - Кафедра психологии
  - Отделение региональных исследований
  - Кафедра социальной антропологии
  - Департамент социальной работы
  - Кафедра социологии
  - Институт образования и исследований
  - Институт изучения мировых конфликтов
  - Юридический колледж
- Другие
- Колледж для женщин
  - Университетский колледж для мальчиков
  - Университетская модельная школа
  - Государственная школа университета